# أيام التراب
أيام التراب رواية للروائي العراقي زهير الهيتي. صدرت الرواية لأوّل مرة عام 2016 عن دار التنوير للطباعة والنشر في بيروت. ودخلت في القائمة الطويلة للجائزة العالمية للرواية العربية لعام 2017، المعروفة باسم «جائزة بوكر العربية».

## حول الرواية
يروي الكاتب العراقي «زهير الهيتي» في هذه الرواية حكاية «غصن الباب» التي بدأت تفاصيلها مع سقوط بغداد ودخول الاحتلال الأمريكي العراق، سادت أوضاع من الفوضى وعمليّات القتل الثأري تحت شعار تخليص البلاد من نظام صدام حسين، فزرعت ميليشيات من الرعاع الخوف في نفوس فئات واسعة من الشعب العراقي، خاصة المسيحيين منهم، في العراق. «غصن البان» من سلالة بَنَت مجدها أيام الملكية العراقية، تراقب تحولات المجتمع العراقي، وتقرأه من خلال لوحات لفنانين كبار اقتناها جدها، أحد أشد أنصار الملكية، وعلقها على حائط الصالة الكبيرة. كما من خلال علاقتها بشخصيات متعدّدة من المسيحيين.